# والتر روزيتسكي
والتر روزيتسكي (بالألمانية: Walter Rositzky؛ 16 مارس 1889 – 26 مايو 1953) كان لاعب كرة قدم لعب كلاعب خط وسط أو مهاجم. لعب لصالح نادي برشلونة ونادي ريال مدريد.

## المسيرة الكروية
وُلد روزيتسكي في هامبورغ بألمانيا. روزيتسكي، كما يظهر في سجله العسكري الألماني (Landesarchiv Baden-Württemberg, Abt. Generallandesarchiv Karlsruhe, 456 E Nr. 9851)، كان لاعب خط وسط وجناح أيمن. لعب في صفوف نادي برشلونة في الفترة من 1911 إلى 1913 قبل أن يتركه ليلعب في صفوف ريال مدريد.
وكان روزيتسكي هو اللاعب الخامس في التاريخ الذي غادر الفريق الكتالوني إلى مدريد. وبقميص البلاوجرانا، خاض 55 مباراة وسجل 5 أهداف، وحقق بطولة نادي كتالونيا، وفاز مرتين بكأس الملك وكأس البرانس. بقي في مدريد حتى عام 1915، عندما أدى اندلاع الحرب العالمية الأولى إلى توقف مسيرته المهنية. غادر إسبانيا، وتم تجنيده في الجيش الألماني ولم يعد أبدًا إلى شبه الجزيرة الأيبيرية، واستقر في مسقط رأسه هامبورغ في عام 1920.
كان روسيتزكي يعمل في التجارة ويملك شركة لإنتاج السمن النباتي. نجا من الحرب العالمية الثانية وأدار متجر بقالة في 54 شارع روتبوشنشتيج بين عامي 1949 و1952. لا يوجد أي مستند يثبت أن لديه زوجة أو أطفال. توفي والتر روزيتسكي في 26 مايو 1953 في هامبورغ.

## الانتماء الدولي
خلال الفترة التي لعب فيها بشكل احترافي، كان يُكتب اسمه بشكل خاطئ روزيتسكي ويُشار إليه بأنه ولد في بولندا، على الرغم من أنها لم تكن دولة ذات سيادة. في ملعب سانتياغو برنابيو، في معرض جميع لاعبي ريال مدريد، تم تسجيله أيضًا كلاعب بولندي (أي بولندي).

## وصلات خارجية
- هذه المقالة لا تملك بيانات على ويكي بيانات